# Hans Loskant
Johannes Joseph „Hans“ Loskant (* 7. Januar 1915; † 18. August 1999) war ein deutscher Mediziner.

## Werdegang
Während der Spätphase der Weimarer Republik war er Mitglied des Reichsbanners Schwarz-Rot-Gold. Während des Zweiten Weltkriegs diente er als Truppenarzt und Infanterist bei der 169. Infanterie-Division und der Legion Freies Indien der Wehrmacht. Ihm wurde das Eiserne Kreuz I. Klasse, die Ostmedaille und das Infanterie-Sturmabzeichen verliehen.
Nach Promotion 1948 war er ab 1950 leitender Werksarzt bei den Farbwerken Hoechst. 1969 wurde er zudem Leiter der Sozialverwaltung des Unternehmens.
Er gehörte nach Ende des Zweiten Weltkriegs zu den Organisatoren einer berufsständischen Vertretung im Hessen und war Mitbegründer des Marburger Bundes. Von September 1948 bis September 1949 war er Mitglied des ersten Bundesvorstandes des Marburger Bundes.
Für die CDU war er Stadtverordneter in Frankfurt am Main. Er ist Verfasser des Referenzwerks Werksärztlicher Dienst und Gesundheitsschutz in der chemischen Industrie.

## Ehrungen
- 1963: Ehrenmitglied des Marburger Bundes
- 1973: Verdienstkreuz 1. Klasse der Bundesrepublik Deutschland
- 1991: Großes Verdienstkreuz der Bundesrepublik Deutschland
- Benennung eines Weges in Frankfurt-Höchst